# كاسلفينيا (مسلسل تلفزيوني)
كاسلفينيا (بالإنجليزية: Castlevania)‏ هو مسلسل رسوم متحركة أمريكي للبالغين من نوع الخيال المظلم والأكشن من تأليف وارن إليس لصالح نتفليكس، ومن إنتاج كيفن كولدي وفريد سيبرت من فريديراتور ستوديوز وأدي شانكار من شنكار أنميشن. استنادًا إلى سلسلة ألعاب الفيديو اليابانية التي تحمل الاسم نفسه من كونامي، الموسمين الأولين يتكيفان مع إصدار عام 1989 كاسلفينيا 3: دراكولاز كورس ويتبعان تريفور بلمونت وألوكارد وسيفا بيلناديس وهم يدافعون عن أمة الأفلاق من دراكولا وأتباعه. بالإضافة إلى ذلك، تظهر شخصيات وعناصر من إصدار عام 2005 كاسلفينيا: كورس أوف داركنيس بدءًا من الموسم الثاني، وتم رسم خلفية ألوكارد من إصدار عام 1997 كاسلفينيا: سيمفوني أوف ذا نايت. يتأثر أسلوب الفن بشكل كبير بالرسوم المتحركة اليابانية وأعمال أيامي كوجيما الفنية.

## قصة
عندما أُعدِمت زوجته البشرية حرقًا بتهمة السحر زورًا، قرر مصاص الدماء فلاد دراكولا تيبيش الانتقام، متوعدًا أهل ولاشيا بالموت. استدعى جيشًا من الشياطين اجتاح البلاد، ناشرًا الدمار وسافكًا الدماء، تاركًا القلة الباقية تعيش في رعب وشك دائم. في مواجهة هذا الخراب، يقف تريفور بلمونت، آخر أفراد سلالة صائدي الوحوش الأسطوريين، ليحارب قوات دراكولا. لا يخوض المعركة وحده، إذ ترافقه الساحرة القوية سيفا بلنادس، وينضم إليهما ألوكارد، ابن دراكولا نصف البشري، في مواجهة مصير قد يحدد مستقبل البشرية.

## وصلات خارجية
- كاسلفينيا (مسلسل تلفزيوني) على موقع IMDb (الإنجليزية)
- كاسلفينيا (مسلسل تلفزيوني) على موقع ميتاكريتيك (الإنجليزية)
- كاسلفينيا (مسلسل تلفزيوني) على موقع روتن توميتوز (الإنجليزية)
- كاسلفينيا (مسلسل تلفزيوني) على موقع نتفليكس (الإنجليزية)
- كاسلفينيا (مسلسل تلفزيوني) على موقع فيلمافينيتي (الإسبانية)
- كاسلفينيا (مسلسل تلفزيوني) على موقع كينوبويسك (الروسية)
- كاسلفينيا (مسلسل تلفزيوني) على موقع ألو سيني (الفرنسية)
- كاسلفينيا (مسلسل تلفزيوني) على موقع قاعدة بيانات الفيلم (الإنجليزية)
- كاسلفينيا (مسلسل تلفزيوني) على موقع ANN anime (الإنجليزية)